# Президент Косова
Президент Республіки Косово (алб. Kryetari i Kosovës, серб. Председник Косова, Predsednik Kosova) — глава держави Республіка Косово. Президент країни обирається парламентом (Асамблеєю).

## Історія
Перший післявоєнний президент, який працював до своєї смерті в січні 2006 року, був Ібрагім Ругова. Його наступником був Фатмір Сейдіу. Коли Сейдіу пішов у відставку зі своєї посади 27 вересня 2010, Якуп Краснічі виконував обов'язки президента. 22 лютого 2011 Беджет Пацоллі був обраний президентом, 4 квітня 2011 Беджет Пацоллі пішов у відставку. 7 квітня 2011 Атіфете Ях'яґа, заступник голови Поліції Косова, в званні генерал-майора, була обрана президентом (перша жінка на посаді).
З 2016 року, президентом Косова був Хашим Тачі, колишній політичний командир Армії визволення Косова, яка брала участь у війні проти Сербії. Після оголошення обвинувачень у воєнних злочинах, у листопаді 2020 року він подав у відставку й добровільно здався суду. 27 березня 2023 року, згідно з повідомленням агентства Reuters, Спеціальний суд щодо Косова в Гаазі почав розгляд справи щодо колишнього президента частково визнаної Республіки Косово, 54-річного Хашима Тачі, за звинуваченнями його у воєнних злочинах під час війни із Сербією 1998—1999 років.

## Список президентів

### Республіка Косово(визнана тільки Албанією, 1992—1999)
| № | Ім'я                       | Портрет | Термін         | Термін        | Політична партія  | Вибори |
| - | -------------------------- | ------- | -------------- | ------------- | ----------------- | ------ |
| 1 | Ібрагім Ругова (1944–2006) |         | 25 травня 1992 | 1 лютого 2000 | Демократична ліга | —      |

### Місія ООН у Косові(1999—2008)
| № | Ім'я                       | Портрет | Термін         | Термін                          | Політична партія  | Вибори |
| - | -------------------------- | ------- | -------------- | ------------------------------- | ----------------- | ------ |
| 1 | Ібрагім Ругова (1944–2006) |         | 4 березня 2002 | 21 січня 2006 (Помер на посаді) | Демократична ліга | 2002   |
| — | Неджат Даці (1944–) в.о.   |         | 21 січня 2006  | 10 лютого 2006                  | Демократична ліга | —      |
| 2 | Фатмір Сейдіу (1951–)      |         | 10 лютого 2006 | 17 лютого 2008                  | Демократична ліга | 2006   |
| 2 | Фатмір Сейдіу (1951–)      | 2008    | 10 лютого 2006 | 17 лютого 2008                  | Демократична ліга |        |

### Республіка Косово(визнана 114 країнами-членами ООН, 2008—)
| № | Ім'я                       | Портрет  | Термін           | Термін           | Політична партія     | Вибори       |
| - | -------------------------- | -------- | ---------------- | ---------------- | -------------------- | ------------ |
| 1 | Фатмір Сейдіу (1951–)      |          | 17 лютого 2008   | 27 вересня 2010  | Демократична ліга    | 2008         |
| — | Якуп Краснічі (1951–) в.о. |          | 27 вересня 2010  | 22 лютого 2011   | Демократична партія  | —            |
| 2 | Беджет Пацоллі (1951–)     |          | 22 лютого 2011   | 4 квітня 2011    | Альянс «Нове Косово» | лютий 2011   |
| — | Якуп Краснічі (1951–) в.о. |          | 4 квітня 2011    | 7 квітня 2011    | Демократична партія  | —            |
| 3 | Атіфете Ях'яґа (1975–)     |          | 7 квітня 2011    | 7 квітня 2016    | Безпартійна          | квітень 2011 |
| 4 | Хашим Тачі (1968–)         |          | 7 квітня 2016    | 5 листопада 2020 | Демократична партія  | 2016         |
| — | Вйоса Османі (1982–) в.о.  |          | 5 листопада 2020 | 22 березня 2021  | Демократична ліга    | —            |
| — | Вйоса Османі (1982–) в.о.  | Наважся! | 5 листопада 2020 | 22 березня 2021  |                      | —            |
| — | Ґлаук Конюфца (1981–) в.о. |          | 22 березня 2021  | 4 квітня 2021    | Самовизначення       | —            |
| 5 | Вйоса Османі (1982–)       |          | 4 квітня 2021    | чинна            | Наважся!             | 2021         |